# طاووس کریشنا (پروانه)
طاووس کریشنا (پروانه)(نام علمی: Papilio krishna) نام یک گونه از سرده پروانه‌های پاپیلیو است.
- طاووس کریشنا (Papilio krishna) زیرگونه‌ها:

- طاووس کریشنا کریشنا (Papilio krishna krishna)
- طاووس کریشنا ثاوگاوا (Papilio krishna thawgawa)
- طاووس کریشنا مایومیا (Papilio krishna mayumiae)
- طاووس کریشنا چارلسی (Papilio krishna charlesi)